# Julie Coin
Pour les articles homonymes, voir Coin.
Julie Coin, née le 2 décembre 1982 à Amiens, est une joueuse de tennis française, professionnelle de 1999 à 2015.
Elle a eu un parcours original qui l'a vu d'abord évoluer sur le circuit universitaire américain, puis sur le circuit des tournois ITF, avant d'aborder enfin le circuit WTA en 2009 (à l'âge de 26 ans).
Elle a remporté sept titres ITF en simple et huit en double dames. Elle n'a, en revanche, jamais atteint de finale sur le circuit WTA. Elle a atteint une fois le troisième tour dans un tournoi du Grand Chelem, lors de l'US Open 2008.
En 2010 et 2011, elle a participé à trois rencontres de Fed Cup au sein de l'équipe de France.

## Biographie

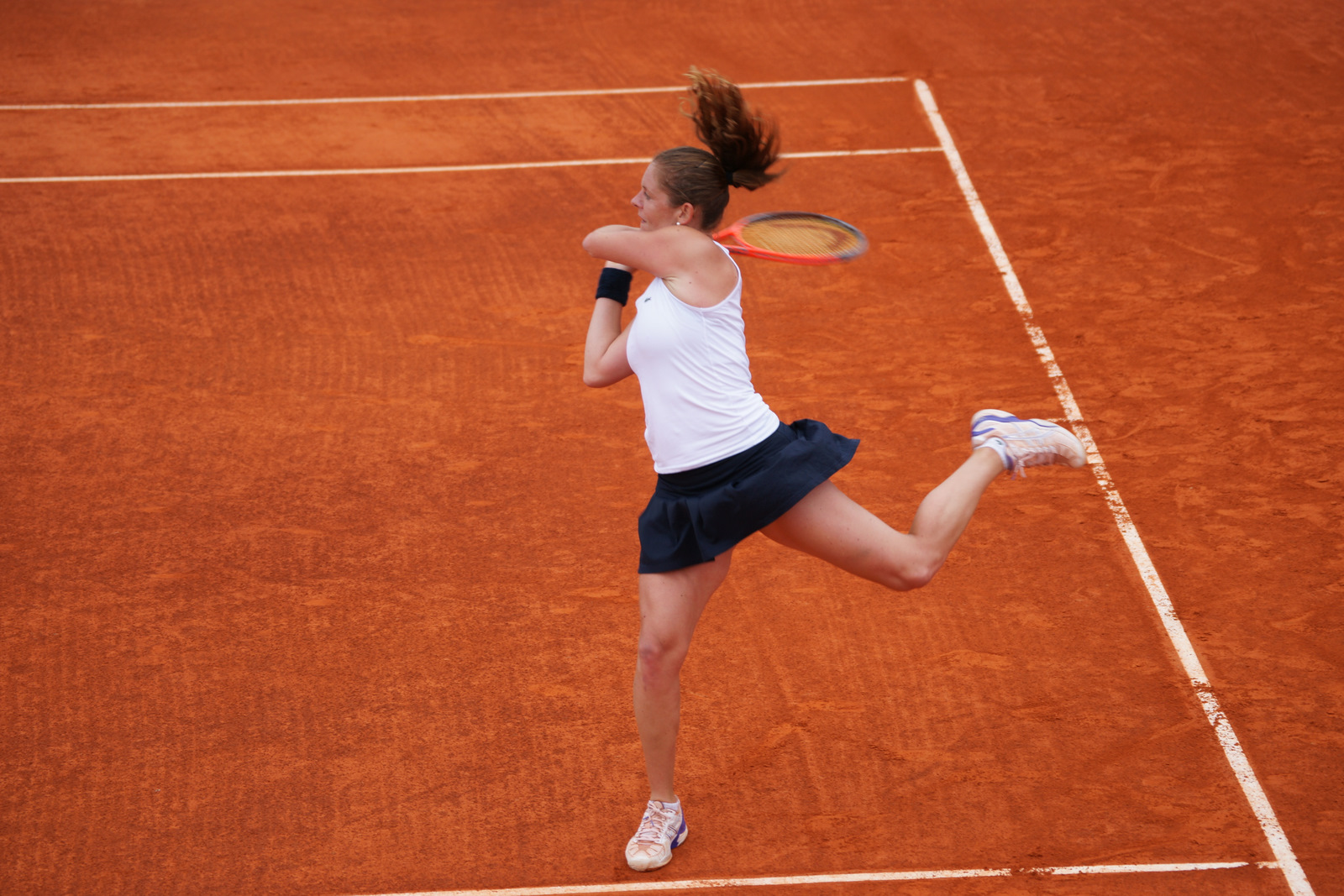
Julie Coin pendant l'Open de Cagnes-sur-Mer (qualif.) en 2012.

Ne faisant pas partie des toutes meilleures joueuses de sa classe d'âge, Julie Coin s'est d'abord repliée sur le circuit universitaire américain, parvenant à atteindre la 2e place au classement NCAA au printemps 2005 (championnat des États-Unis universitaire) alors qu'elle était étudiante en mathématiques à l'université de Clemson,.
À son retour des États-Unis, elle enchaîne sur le circuit ITF et finit par intégrer le top 200 mondial en 2008.
Alors qu'elle n'a jamais joué un seul premier tour d'un tournoi WTA, elle parvient enfin à sortir des qualifications lors de l'US Open 2008. Pour son premier match sur le circuit WTA, classée 188e, elle domine l'Australienne Casey Dellacqua (40e). Puis Julie Coin crée l'exploit en réussissant à éliminer la numéro 1 mondiale du moment Ana Ivanović au deuxième tour en trois sets, 6-3, 4-6, 6-3, réalisant ainsi la meilleure performance de sa carrière. Elle devient ainsi la joueuse la moins bien classée à la WTA à avoir battu une numéro 1 mondiale. L'aventure s'arrête toutefois là, puisque Julie ne rééditera pas la performance au troisième tour, s'inclinant face à Amélie Mauresmo en deux sets (6-4, 6-4).
À la faveur d'un mois d'octobre 2008 ponctué par une victoire dans un « 50 000 $ » à Joué-lès-Tours et d'une place de finaliste dans un « 100 000 $ » à Poitiers, Julie Coin intègre le top 100 mondial.
En 2009, grâce à sa progression dans la hiérarchie mondiale, Julie Coin accède aux tableaux principaux de tournois de niveau « International » sans avoir à passer préalablement par les qualifications. Puis à Stanford, elle intègre pour la première fois le tableau principal d'un tournoi « Premier ».
Lors d'un deuxième tour à Brisbane, elle mène 5-2 dans le troisième set, obtient des balles de match face à Amélie Mauresmo (23e) et finit par céder qu'au bout d'un combat de 3 h 14. Et comme pour forcer le trait de son parcours original, elle gagne la finale du tournoi ITF de Clearwater par disqualification de son adversaire, la Belge Yanina Wickmayer.
En 2010, après son premier match en Fed Cup perdu au premier tour, elle apporte un point décisif en barrages. Elle joue le double avec Alizé Cornet et bat la paire allemande 6-3, 6-1, ce qui permet de garder la France dans le groupe mondial.
La semaine d'après, sortie au premier tour du tournoi de Fès en simple par Anne Keothavong (3-6, 6-0, 4-6), elle arrive en demi-finale du tournoi de double avec Alizé Cornet, en éliminant tour à tour la paire Savchuk-Zamaleda (7-6, 7-6), puis la paire O'Brien-Olaru (6-2, 6-2), avant de se faire éliminer en demie par Iveta Benešová et Anabel Medina Garrigues sur le score de 4-6, 5-7.
À l'US Open, elle perd contre Alexandra Dulgheru au premier tour (3-6, 1-6), après avoir mené d'un break. En 2011, Julie Coin gagne son premier match sur le circuit WTA depuis Indian Wells 2010 à Québec.
Elle prend sa retraite après une défaite au premier tour du tournoi de Limoges, en novembre 2015. Début 2016, elle entraîne la joueuse américaine Madison Brengle.

## Palmarès ITF

### Titres en simple
- 2005 : Open des Contamines
- 2005 : Open de Londres
- 2007 : Open de Merida
- 2008 : Open de Belfort
- 2008 : Open de Joué-lès-Tours
- 2009 : Open de Clearwater
- 2009 : Open de Tokyo

## Palmarès WTA

### Titre en simple dames
Aucun

### Finale en simple dames
Aucune

### Titre en double dames
Aucun

### Finale en double dames
Aucune

## Parcours en Grand Chelem

### En simple dames
| Année | Open d'Australie                                | Open d'Australie                                  | Internationaux de France                           | Internationaux de France                           | Wimbledon                                      | Wimbledon                                        | US Open         | US Open       |
| ----- | ----------------------------------------------- | ------------------------------------------------- | -------------------------------------------------- | -------------------------------------------------- | ---------------------------------------------- | ------------------------------------------------ | --------------- | ------------- |
| 2006  | -                                               | -                                                 | Q1 \|\| style="text-align:left" \| Nicole Pratt    | -                                                  | -                                              | -                                                | -               |               |
| 2007  | -                                               | -                                                 | Q1 \|\| style="text-align:left" \| Emma Laine      | -                                                  | -                                              | Q2 \|\| style="text-align:left" \| Alina Jidkova |                 |               |
| 2008  | Q1 \|\| style="text-align:left" \| Lee Ye-ra    | Q2 \|\| style="text-align:left" \| Jelena Pandžić | Q1 \|\| style="text-align:left" \| Anna Smith      | 3e tour (1/16)                                     | Amélie Mauresmo                                |                                                  |                 |               |
| 2009  | 2e tour (1/32)                                  | Anabel Medina                                     | 2e tour (1/32)                                     | Pavlyuchenkova                                     | 1er tour (1/64)                                | D. Cibulková                                     | 2e tour (1/32)  | Nadia Petrova |
| 2010  | 2e tour (1/32)                                  | F. Schiavone                                      | 1er tour (1/64)                                    | K. Bondarenko                                      | 1er tour (1/64)                                | Sara Errani                                      | 1er tour (1/64) | A. Dulgheru   |
| 2011  | -                                               | -                                                 | Q1 \|\| style="text-align:left" \| Olga Govortsova | -                                                  | -                                              | -                                                | -               |               |
| 2012  | -                                               | -                                                 | Q1 \|\| style="text-align:left" \| Arantxa Parra   | -                                                  | -                                              | Q1 \|\| style="text-align:left" \| M. Rybáriková |                 |               |
| 2013  | Q1 \|\| style="text-align:left" \| Amanmuradova | Q1 \|\| style="text-align:left" \| Irina Falconi  | Q2 \|\| style="text-align:left" \| Corinna Dentoni | Q1 \|\| style="text-align:left" \| Zhang Shuai     |                                                |                                                  |                 |               |
| 2014  | -                                               | -                                                 | -                                                  | -                                                  | -                                              | -                                                | -               | -             |
| 2015  | -                                               | -                                                 | Q2 \|\| style="text-align:left" \| Tamira Paszek   | Q2 \|\| style="text-align:left" \| Laura Siegemund | Q1 \|\| style="text-align:left" \| Misa Eguchi |                                                  |                 |               |

à droite du résultat, l’ultime adversaire.

### En double dames
| Année | Open d'Australie            | Open d'Australie           | Internationaux de France      | Internationaux de France    | Wimbledon                    | Wimbledon                   | US Open                      | US Open                    |
| ----- | --------------------------- | -------------------------- | ----------------------------- | --------------------------- | ---------------------------- | --------------------------- | ---------------------------- | -------------------------- |
| 2006  | -                           | -                          | 1er tour (1/32) Y. Fedossova  | Maret Ani Meilen Tu         | -                            | -                           | -                            | -                          |
| 2007  | -                           | -                          | 1er tour (1/32) V. Pichet     | Květa Peschke Rennae Stubbs | -                            | -                           | -                            | -                          |
| 2008  | -                           | -                          | 2e tour (1/16) Violette Huck  | Lisa Raymond Sam Stosur     | -                            | -                           | -                            | -                          |
| 2009  | -                           | -                          | 2e tour (1/16) S. Beltrame    | V. Azarenka Elena Vesnina   | 1er tour (1/32) Amanmuradova | N. Llagostera M.J. Martínez | 2e tour (1/16) M. Pelletier  | A. Kleybanova E. Makarova  |
| 2010  | 2e tour (1/16) M. Pelletier | Lisa Raymond Rennae Stubbs | 1er tour (1/32) M. Pelletier  | Gisela Dulko F. Pennetta    | 1er tour (1/32) M. Pelletier | A. Rosolska Yan Zi          | 1er tour (1/32) Alizé Cornet | Liezel Huber Nadia Petrova |
| 2011  | -                           | -                          | 1er tour (1/32) M. Johansson  | Peng Shuai Zheng Jie        | -                            | -                           | -                            | -                          |
| 2012  | -                           | -                          | 1er tour (1/32) P. Parmentier | A. Hlaváčková L. Hradecká   | -                            | -                           | -                            | -                          |
| 2013  | -                           | -                          | 2e tour (1/16) P. Parmentier  | Sara Errani Roberta Vinci   | -                            | -                           | -                            | -                          |
| 2014  | -                           | -                          | 3e tour (1/8) P. Parmentier   | M. Erakovic Arantxa Parra   | -                            | -                           | -                            | -                          |
| 2015  | -                           | -                          | 1er tour (1/32) P. Parmentier | M. Krajicek B. Strýcová     | -                            | -                           | -                            | -                          |

sous le résultat, la partenaire ; à droite, l’ultime équipe adverse.

### En double mixte
| Année | Open d'Australie | Open d'Australie | Internationaux de France      | Internationaux de France     | Wimbledon | Wimbledon | US Open | US Open |
| ----- | ---------------- | ---------------- | ----------------------------- | ---------------------------- | --------- | --------- | ------- | ------- |
| 2009  | -                | -                | 1er tour (1/16) Nicolas Mahut | S. Beltrame R. Lindstedt     | -         | -         | -       | -       |
| 2010  | -                | -                | 2e tour (1/8) Nicolas Mahut   | A. Kleybanova Max Mirnyi     | -         | -         | -       | -       |
| 2011  | -                | -                | 1er tour (1/16) Nicolas Mahut | V. Razzano Dick Norman       | -         | -         | -       | -       |
| 2012  | -                | -                | 1er tour (1/16) Nicolas Mahut | A.-L. Grönefeld M. Matkowski | -         | -         | -       | -       |
| 2013  | -                | -                | 1er tour (1/16) Nicolas Mahut | A.-L. Grönefeld Horia Tecău  | -         | -         | -       | -       |
| 2014  | -                | -                | 1er tour (1/16) Nicolas Mahut | L. Hradecká Fyrstenberg      | -         | -         | -       | -       |
| 2015  | -                | -                | 1er tour (1/16) Nicolas Mahut | A. Spears Scott Lipsky       | -         | -         | -       | -       |

sous le résultat, le partenaire ; à droite, l’ultime équipe adverse.

## Parcours en «Premier Mandatory» et «Premier 5»
Découlant d'une réforme du circuit WTA inaugurée en 2009, les tournois WTA « Premier Mandatory » et « Premier 5 » constituent les catégories d'épreuves les plus prestigieuses, après les quatre levées du Grand Chelem.

### En simple dames
| Année |              | Premier Mandatory         | Premier Mandatory            | Premier Mandatory | Premier Mandatory |       | Premier 5 | Premier 5 | Premier 5  | Premier 5                    | Premier 5 | Premier 5 | Premier 5 |
| Année | Indian Wells | Miami                     | Madrid                       | Pékin             |                   | Dubaï | Rome      | Canada    | Cincinnati |                              | Tokyo     |           |           |
| Année | Indian Wells | Miami                     | Madrid                       | Pékin             |                   | Doha  | Rome      | Canada    | Cincinnati |                              | Wuhan     |           |           |
| Année | Indian Wells | Miami                     | Madrid                       | Pékin             |                   |       | Rome      | Canada    | Cincinnati |                              |           |           |           |
| 2009  |              |                           |                              |                   |                   |       |           |           |            | 1er tour (1/32) Kudryavtseva |           |           |           |
| 2010  |              | 2e tour (1/32) Sam Stosur | 1er tour (1/64) Petra Martić |                   |                   |       |           |           |            |                              |           |           |           |

Sous le résultat, l’ultime adversaire.

## Parcours en Fed Cup
| #                                                                   | Date       | Lieu      | Surface      | Gagnante(s)                           | Perdante(s)                      | Score     |          |
|                                                                     |            |           |              |                                       |                                  |           |          |
| 2010 - 1/4 de finale (groupe mondial) - France - États-Unis - 1 : 4 |            |           |              |                                       |                                  |           |          |
| 1                                                                   | 06/02/2010 | Liévin    | Terre (int.) | Melanie Oudin                         | Julie Coin                       | 7-63, 6-4 | Parcours |
|                                                                     |            |           |              |                                       |                                  |           |          |
| 2010 - Barrage (groupe mondial I) - Allemagne - France - 2 : 3      |            |           |              |                                       |                                  |           |          |
| 2                                                                   | 24/04/2010 | Francfort | Terre (ext.) | Julie Coin Alizé Cornet               | Kristina Barrois Andrea Petkovic | 6-3, 6-1  | Parcours |
|                                                                     |            |           |              |                                       |                                  |           |          |
| 2011 - 1/4 de finale (groupe mondial) - Russie - France - 3 : 2     |            |           |              |                                       |                                  |           |          |
| 3                                                                   | 05/02/2011 | Moscou    | Dur (int.)   | Svetlana Kuznetsova A. Pavlyuchenkova | Julie Coin Alizé Cornet          | 7-64, 6-0 | Parcours |

## Classements WTA

### Classements en simple en fin de saison
| Année | 2000 | 2001 | 2002 | 2003 | 2004 | 2005 | 2006 | 2007 | 2008 | 2009 | 2010 | 2011 | 2012 | 2013 | 2014 | 2015 |
| Rang  | 971  | 660  | 732  | -    | -    | 367  | 269  | 200  | 96   | 75   | 212  | 265  | 221  | 156  | 247  | 236  |

source : (en) « Classements de Julie Coin », sur le site officiel du WTA Tour

### Classements en double en fin de saison
| Année | 2005 | 2006 | 2007 | 2008 | 2009 | 2010 | 2011 | 2012 | 2013 | 2014 | 2015 |
| Rang  | 808  | 581  | 383  | 143  | 65   | 64   | 168  | 133  | 108  | 188  | 151  |

source : (en) « Classements de Julie Coin », sur le site officiel du WTA Tour